# Iglesia evangélica de habla alemana
La iglesia evangélica de habla alemana (en alemán: Deutschsprachige Evangelische Gemeinde Madrid) de Madrid (España) es un templo de la Iglesia evangélica alemana, ubicada en el n.º 6 del paseo de la Castellana. Se encuentra cerca de la plaza de Colón, y fue en sus inicios la embajada alemana en España. El templo tiene un patio en el que en Navidades se instala un mercado navideño de estilo alemán. 

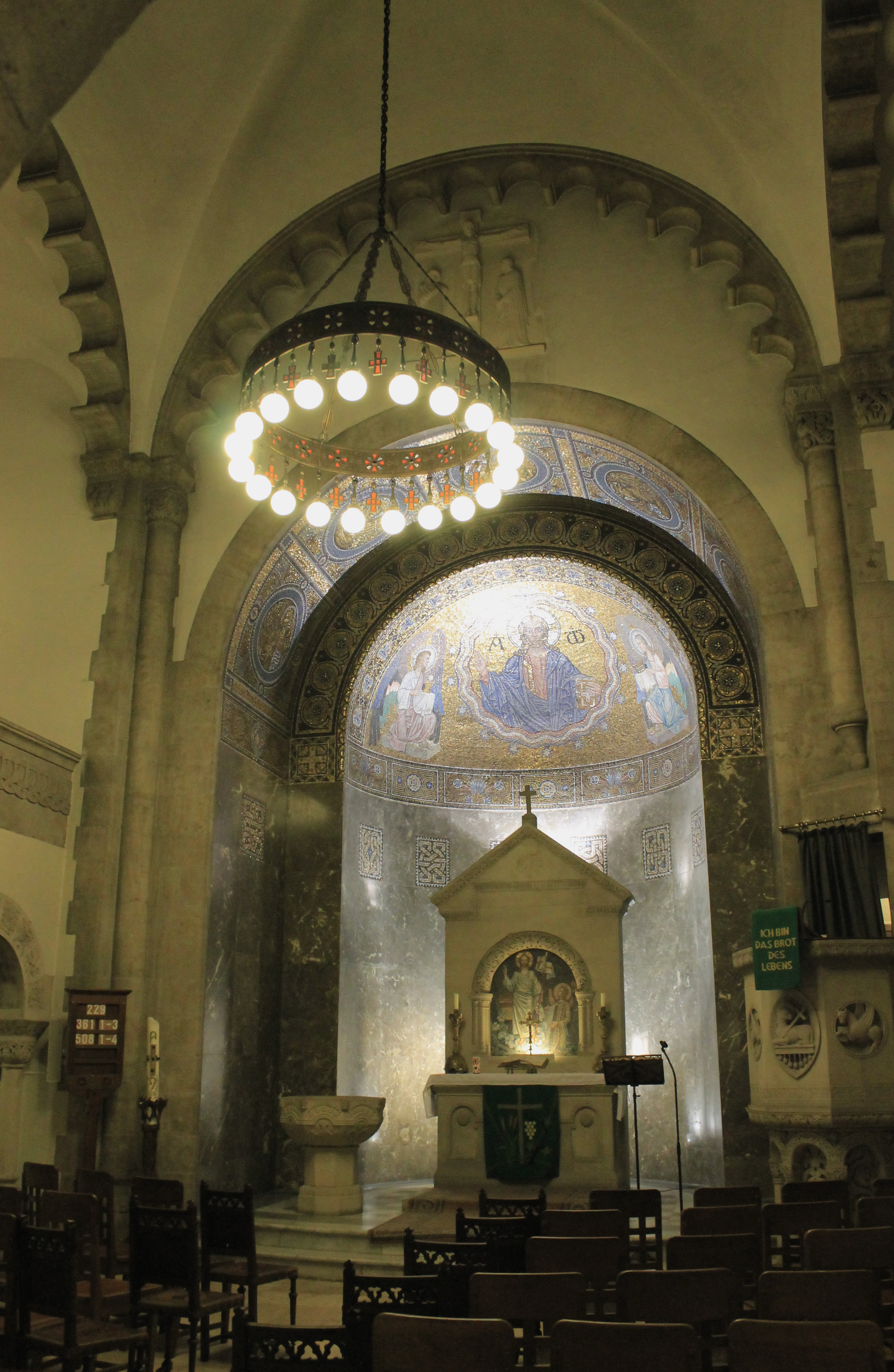
Interior

## Historia
La Iglesia luterana se estableció por primera vez en España en el año 1888. En 1907 el alemán Fritz Fliedmer solicita un préstamo para edificar un templo religioso. La Embajada Alemana cedió parte de su terreno para tal fin. La dirección de la obra se debe al arquitecto Oskar Jürgens, acorde con los planos firmados por Richard Schultze. La iglesia fue inaugurada el 27 de enero de 1909.